# OPM
OPM – amerykański zespół rockowy, najbardziej znany z singla Heaven Is A Halfpipe. Utwory OPM łączą w sobie elementy muzyki reggae, pop oraz hip-hopu.
Pierwszy singel zespołu- Heaven Is A Halfpipe oraz album Menace To Sobriety zostały wydane we wrześniu 2000 roku. Do dziś grupa miała zaledwie trzech stałych członków: Matthew Meschery'ego (pseudonim Shakey Lo the Kreation Kid), Johna John E. Necro Edneya, oraz Geoffa Casper Turneya. W czasie koncertów grupa była wspierana przez dodatkowych muzyków.
Po odbyciu trasy koncertowej Menace To Sobriety Meschery, wokalista oraz autor tekstów piosenek OPM, zdecydował się na opuszczenie zespołu. Nie podano oficjalnej przyczyny jego odejścia, jednak na uwagę zasługuje fakt, iż obecnie jego nazwisko nie jest wymieniane w oficjalnej biografii OPM. Sam Meschery po swoim odejściu rozpoczął pracę w KQED, stacji radiowej z San Francisco.
Mimo sukcesu, jaki odniósł pierwszy album, w 2004 roku zespół zrezygnował ze współpracy z wytwórnią płytową Atlantic Records na rzecz Subarban Noize Records. Przyczyną były opieszałość tej pierwszej i przeświadczenie członków zespołu, że poświęca im ona mniej uwagi, niż na to zasługują. John E. Necro powiedział, że zespół napisał ponad pięćdziesiąt piosenek, czekając daremnie na ruch ze strony wytwórni.
W czerwcu 2006 roku, we współpracy ze Steve'em Gallagherem, który pracował wcześniej z Sugar Ray i Cypress Hill, wydany został drugi album- ForThemAsses. Gościnnie pojawili się w nim Yellowman, Eek-A-Mouse oraz Johnny Richter. Trzeci album, zatytułowany California Poppy, został wydany rok później, 18 lipca 2006 roku.

## Członkowie

### Obecni
- John E. Necro - wokal
- Casper - gitary
- Jonathan - keyboard
- Robert The Skatanic Mechanic - perkusja
- Matt Rowe - gitara basowa
- Big B - wokal

### Byli
- Matthew "Shakey Lo The Creation Kid" - wokal, tworzenie muzyki za pomocą urządzeń elektronicznych. Opuścił zespół w 2001 roku.
- Gary P. Dean - perkusja. Opuścił zespół w 2002 roku.
- Etienne Franc - gitara basowa. Opuścił zespół w 2002 roku.

## Dyskografia

### Albumy
- Menace to Sobriety (wrzesień 2000)
- ForThemAsses (24 czerwca 2004)
- California Poppy (18 lipca 2006)

### Single
Z albumu Menace To Sobriety:
- Heaven Is a Halfpipe (2001)
- Stash Up (2001)
- El Capitan (2001)

Z albumu ForThemAsses:
- Horny (2005)

### Minialbumy (EP)
- Outlaws, Perverts, and Misfits (2000, ponowne wydanie: 2004)
- In the OPMDEN (18 czerwca 2006)